# Harlingen
Harlingen (západofrísky Harns) je přístavní město na pobřeží Severního moře (Waddenzee) v nizozemské provincii Frísko. Město má dlouhou rybářskou a obchodní tradici a obývá je přibližně 16 tisíc obyvatel. Harlingen obdrželo městská práva v roce 1234.
Ve městě se narodil nizozemský mořeplavec Maarten Gerritsz Vries a rychlobruslař Jan Ykema.

## Památky
- Radnice a radniční věž
- Protestantský Velký kostel (Grote Kerk)
- Katolický kostel sv. Michaela (St. Michaëlkerk)
- Staré domy, mnohé z nich hrázděné

## Doprava
Ve městě je do moře zaústěn van Harinxmův kanál, ve městě se nacházejí dva přístavy – Severní (Noorderhaven) a Jižní (Zuiderhaven). Z města vyplouvají trajekty na ostrovy Vlieland a Terschelling. Ve městě se nacházejí dvě železniční stanice – Harlingen a Harlingen Haven (v přístavu) – na trati, která spojuje Harlingen s hlavním městem provincie, Leeuwardenem a Franekerem. S těmito městy (a dále i s celým jihem Nizozemska) propojuje Harlingen i dálnice A31.

## Galerie

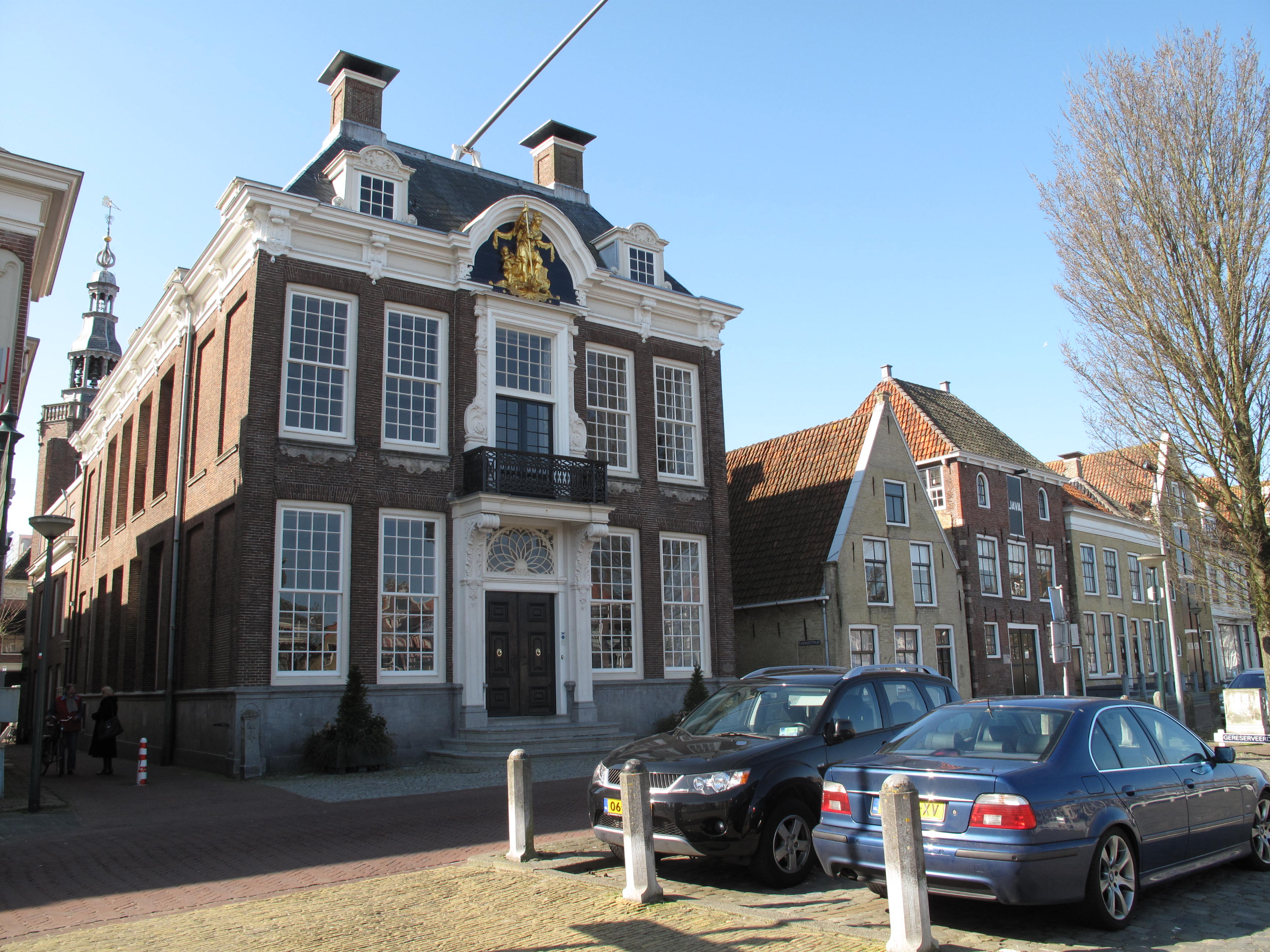
Radnice
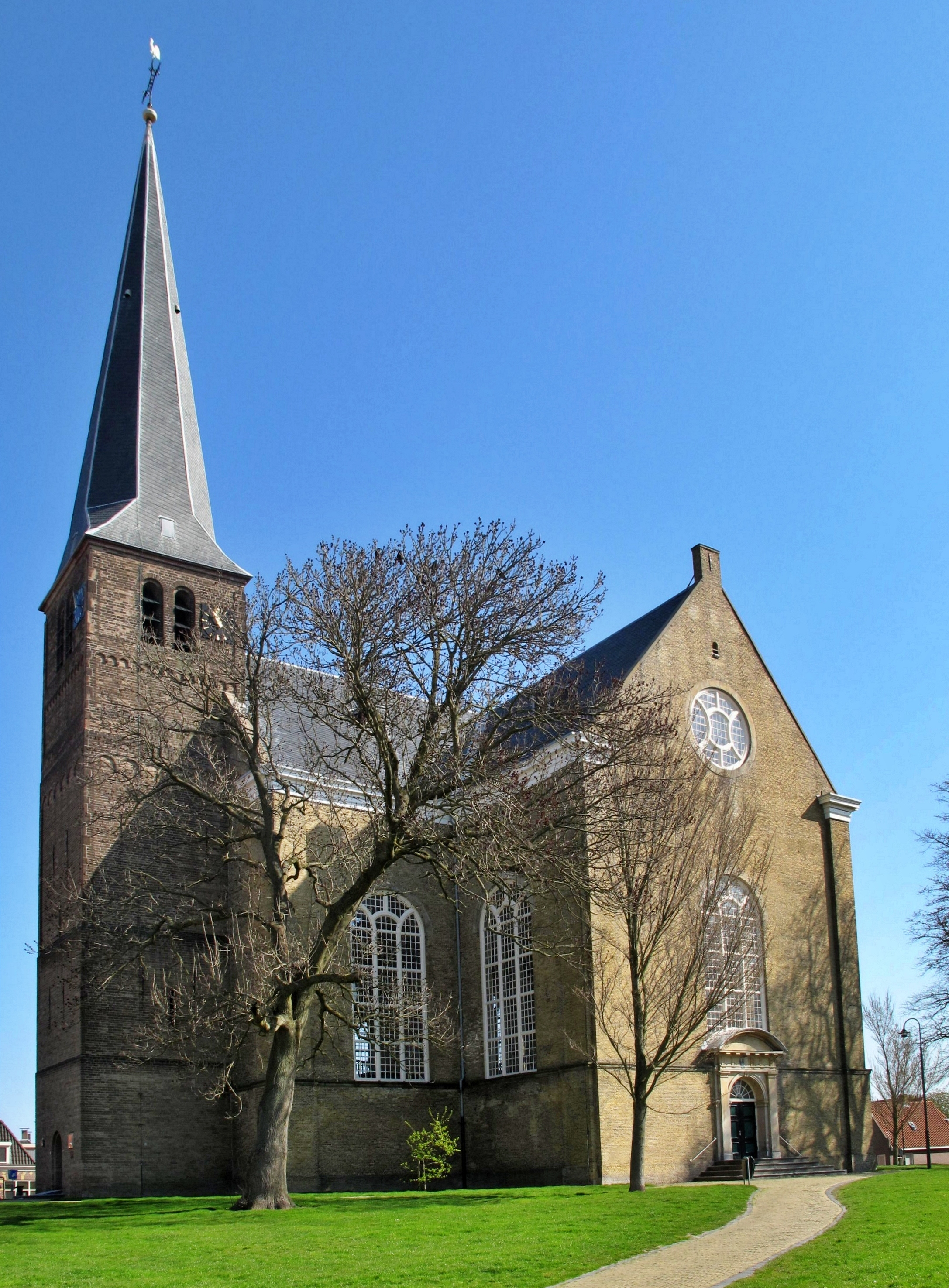
Groote Kerk
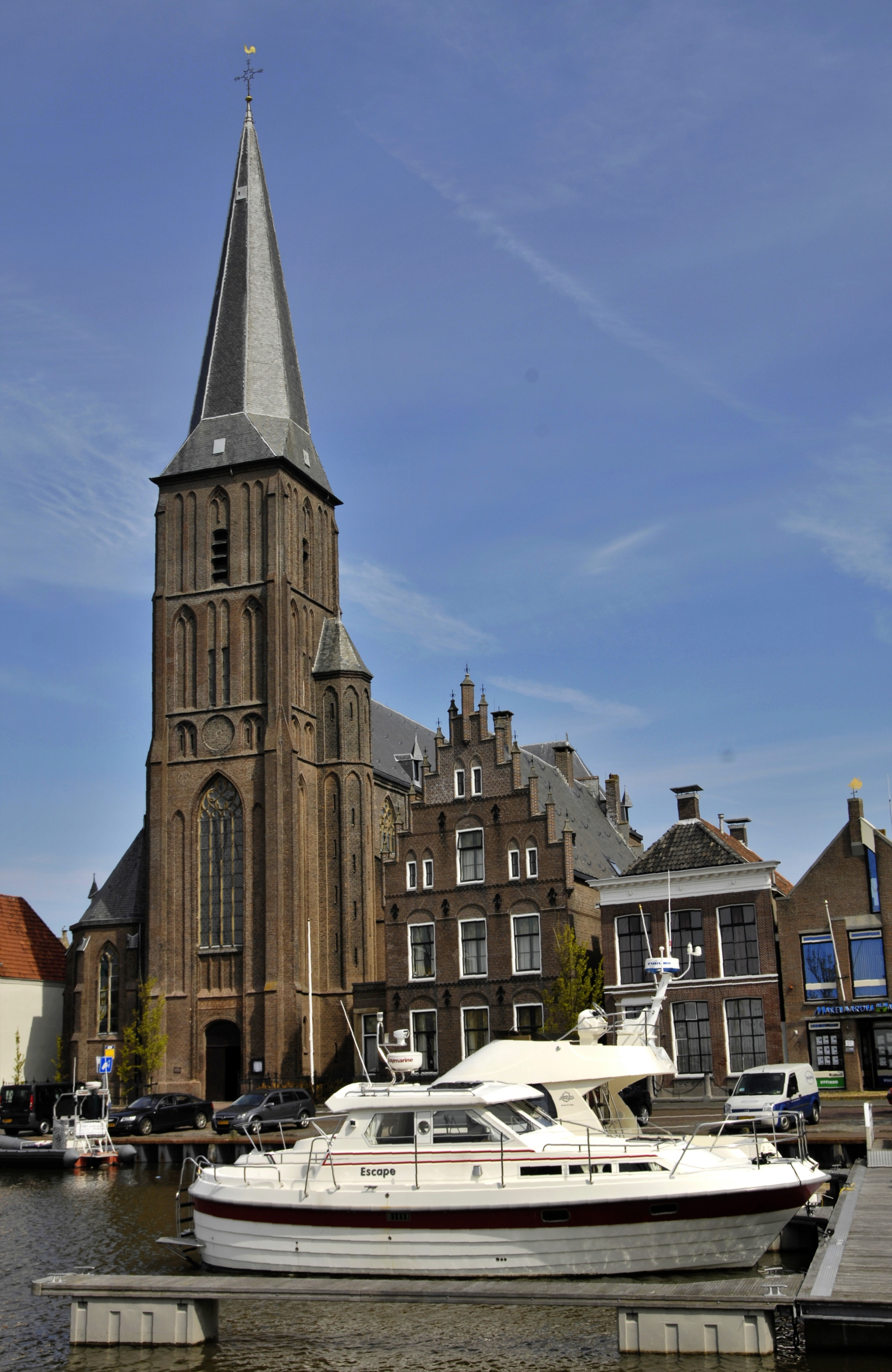
Katolický kostel
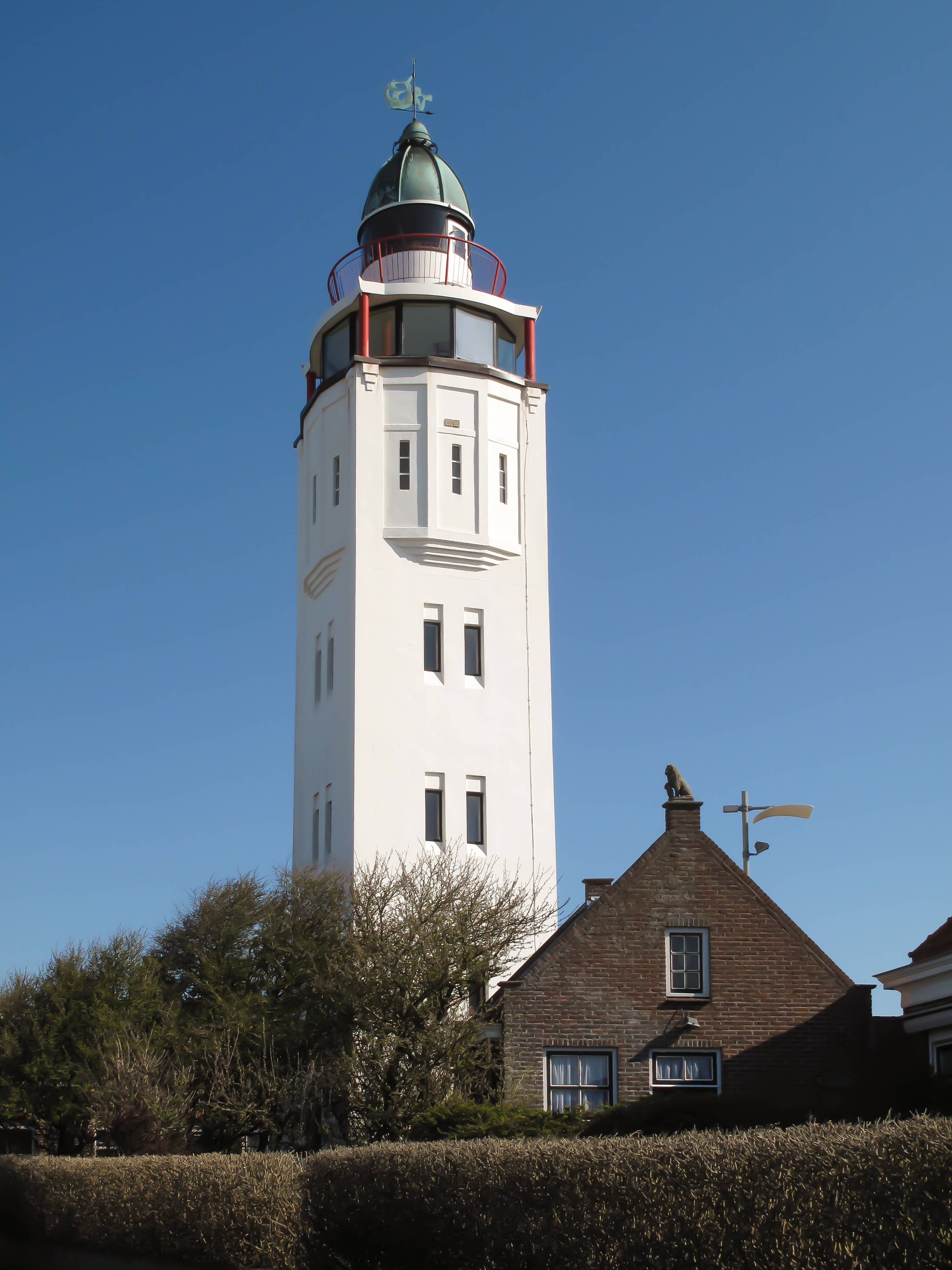
Maják
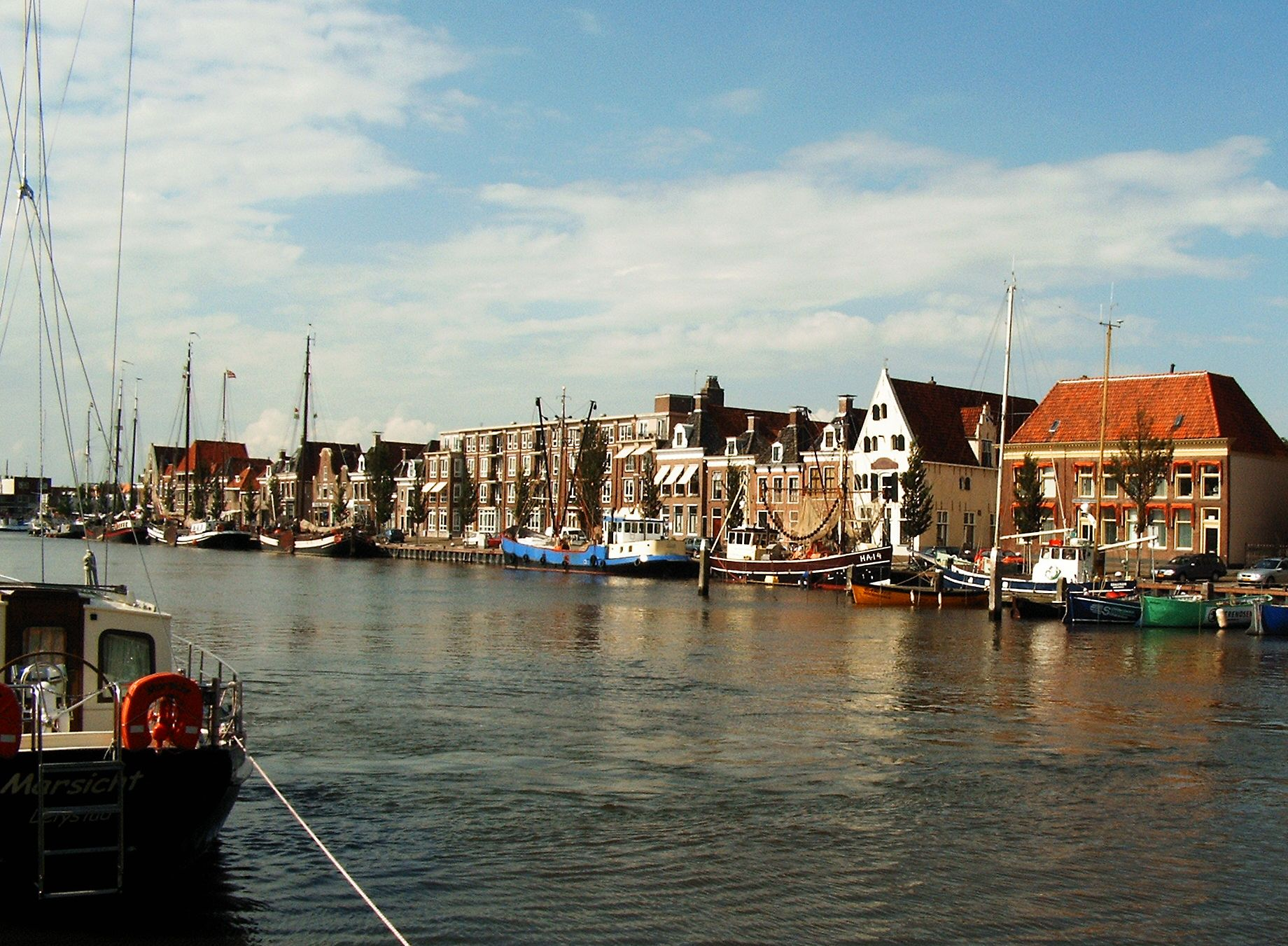
Přístav
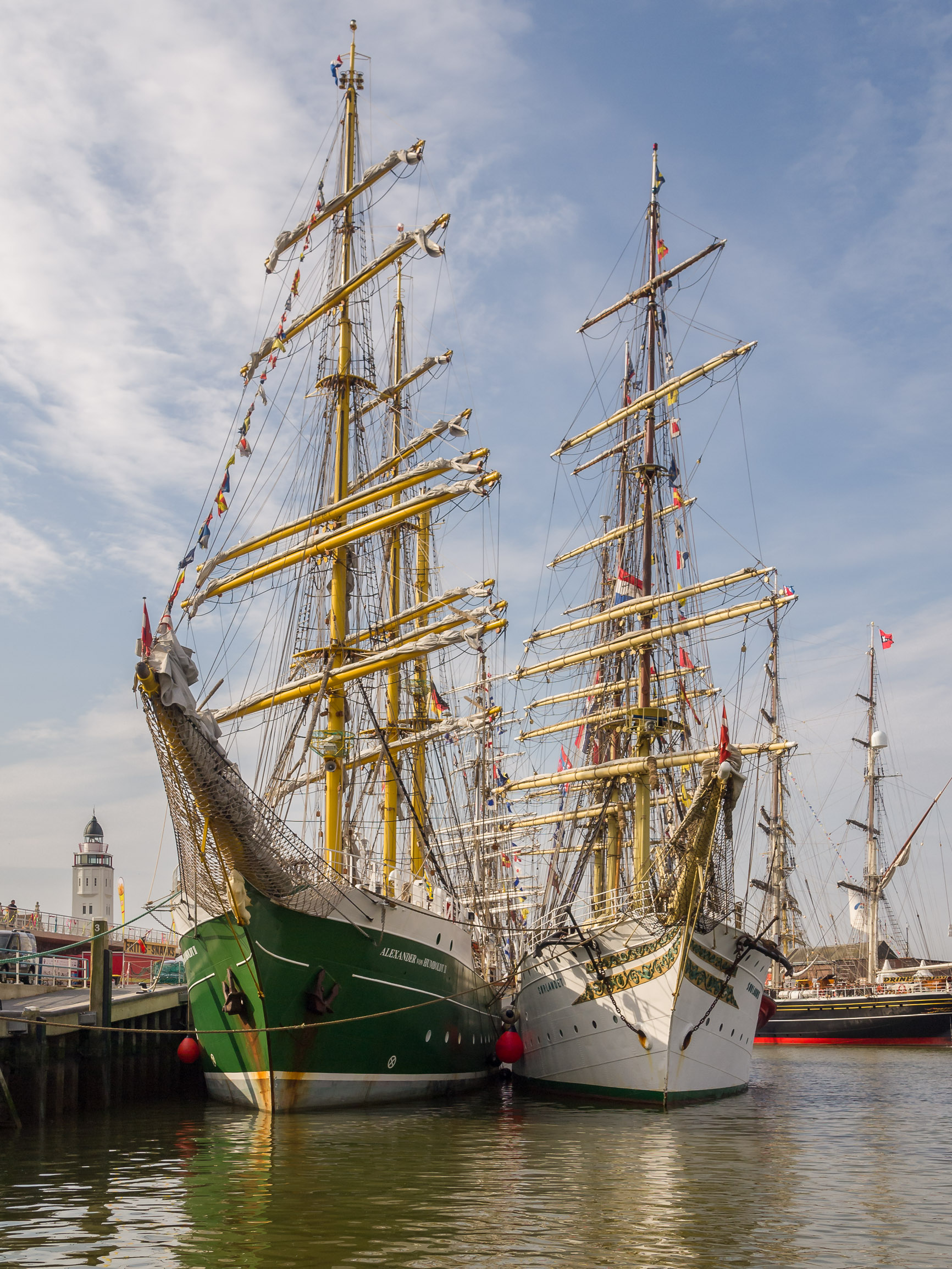
Přístav při závodech vysokých lodí 2014